# Mycetophila sheni
Mycetophila sheni är en tvåvingeart som beskrevs av Wu och Yang 1997. Mycetophila sheni ingår i släktet Mycetophila och familjen svampmyggor. Inga underarter finns listade i Catalogue of Life.